# 雷蒙德鎮區 (伊利諾伊州蒙哥馬利縣)
雷蒙德鎮區（英語：Raymond Township）是位於美國伊利諾伊州蒙哥馬利縣的一個行政鎮區。

## 地方資料
根據2010年美國人口普查的數據，雷蒙德鎮區的面積為93.50平方千米，當中陸地面積為93.40平方千米，而水域面積為0.10平方千米。當地共有人口1151人，而人口密度為每平方千米12.31人。